# ستادز تيركل
كان لويس «ستادز» تيركل (Louis "Studs" Terkel) (16 مايو 1912 – 31 أكتوبر 2008) مؤلفًا ومؤرخًا وممثلاً ومذيعًا أمريكيًا. حصل تيركل على جائزة بوليتزر للواقعية العامة في عام 1985 تقديرًا لعمله “الحرب الجيدة”، كما اشتهر بـتواريخه الشفاهية التي تروي قصص شخصياتٍ أمريكيةٍ مشهورةٍ، واشتهر أيضًا بالبرنامج الإذاعي الطويل الذي كان يُقدِّمه في شيكاغو.

## فترة الطفولة
كان تيركل أحد أبناء الخَياط اليهودي الروسي صمويل تيركل (Samuel Terkel) الذي أنجبه في نيويورك من زوجته أنا فينكل (Anna Finkelin). عندما بلغ الثامنة من عمره انتقل مع أسرته إلى شيكاغو، إلينوي، حيث قضى معظم حياته بها. كان لتيركل شقيقان، يُدعى أحدهما بين (Ben)(1907–1965) والآخر ميير (Meyer) (1905–1958).
في الفترة من عام 1926 إلى عام 1936, تولى والدَاه إدارة فندق عائلات حيث كانوا يستغلونه أيضًا في مقابلة الناس من مختلَف المهن والبيئات. نسَب تيركل إدراكه للطبيعة البشرية والتواصل الاجتماعي إلى المستأجرين والزوَّار الذين كانوا يلتقون في بهو هذا الفندق وأولئك الذين كانوا يجتمعون بالقرب من حديقة ساحة واشنطن. وفي عام 1939, تزوَّج تيركل إيدا جولدبيرج (Ida Goldberg) (1912–1999)، وأنجب منها ابنه الوحيد دان (Dan). وبرغم حصوله على دبلومة القانون من كلية الحقوق بجامعة شيكاغو في عام 1934 إلا أنه أراد أن يُصبح ناطور في أحد الفنادق بدلاً من أن يزاول مهنة المحاماة، وسُرعان ما انضم إلى إحدى الفرق المسرحية.

## الحياة العملية
انضم تيركل السياسي الليبرالي إلى المشروع الفيدرالي للكتاب الذي تقوم عليه إدارة تقدم الأشغال، حيث كان يعمل في الراديو، ويؤدي أدوارًا تختلف عن أعمال الأوبرا الصابونية المعبِّرة، ويعمل مذيعًا في الصحافة الإذاعية ومعلق رياضي، كما كان يُقدم عروضًا من الموسيقى المسجَّلة ويؤلف سيناريوهاتٍ إذاعيةً وإعلانات. ظل برنامجه الإذاعي المشهور برنامج ستادز تيركل، يُبث في شيكاغو في الفترة من عام 1952 إلى عام 1997 على إذاعة 98.7 إف إم. وقد كانت مدة هذا البرنامج ساعةً، وكان يُبث في جميع أيام العمل خلال الـ 45 عامًا السابق ذكرها. استضاف تيركل خلال هذا البرنامج العديد من الشخصيات مثل بوب ديلن وليونارد برنستاين وجين شيفرد (Jean Shepherd) وألكسندر فري (Alexander Frey). وفي أواخر العقد الخامس وأوائل العقد السادس من القرن العشرين، أصبح تيركل من أبرز شخصيات الداما التليفزيونية المرتجَلة موقع ستادز التي تحكي قصة صاحب أحد المطاعم الرخيصة بشيكاغو حيث يظهر خلالها العديد من المشاهير والشخصيات الممتعة. يُمثل هذا المسلسل وغيره من البرامج كبرنامج عرض حديقة الحيوانات الذي يُقدمه العالِم الحيواني مارلين بيركنز (Marlin Perkins) وبرنامج جاروواي (Garroway) الطليق وبرنامج الأطفال كوكلا وفران وأولي (Kukla, Fran, and Ollie)، أشهر نماذج مدرسة شيكاغو التليفزيونية الأوسع انتشارًا.
قام تيركل بنشر أول كتابٍ له، عمالقة موسيقى الجاز في عام 1956، ثم نشر بعده العديد من الكتب التي يُركز معظمها على حياة الأشخاص الذين عاصروا تاريخ الولايات المتحدة والتي تعتمد بشكلٍ أساسي على التاريخ الشفاهي. كما كان تيركل أحد الباحثين المُتميزين المقيميين في متحف التاريخ بشيكاغو. ظهر تيركل في فيلم ثمانية رجال في الخارج الذي يروي قصة فضيحة فريق سوكس الأسود، حيث لعب خلاله دور المراسل الصحفي هاف فوليرتون (Hugh Fullerton) الذي يحاول كشف خطط لاعبي فريق سوكس الأبيض لخسارة بطولة البيسبول لعام 1919 عمدًا.
أخذ تيركل لقب ستادز عندما شارك في تمثيل إحدى المسرحيات مع شخصٍ يُدعى لويس. ولكي يتمكَّن مُخرج المسرحية من الاحتفاظ بهذَين الممثلَين أعطى تيركل لقب ستادز على اسم الشخصية الخيالية ستادز لونيجان (Studs Lonigan) التي كان دائم القراءة عنها في ذلك الحين، والذي ظهر في ثلاثية الروائي جيمز توماس فاريل.
تم الثناء على تيركل نظرًا لما بذله من جهودٍ للحفاظ على التاريخ الشفاهي الأمريكي. فاز الكتاب الذي نشره تيركل في عام 1985 بعنوان "الحرب الجَيدة": التاريخ الشفاهي للحرب العالمية الثانية بـجائزة بولتزر، حيث روى أسباب تورط الدولة في الحرب العالمية الثانية من وجهة نظر عامة الناس. أما كتاب الفترات التاريخية العصيبة: التاريخ الشفاهي لفترة الكساد الكبير، فقد جمع فيه تيركل ذكريات الكساد الكبير الذي غطَّى الطائفة الاجتماعية والاقتصادية التي تمتد من شعب أوكلاهوما الذين يُعدون ضمن نزلاء السجن إلى الأثرياء. كما نال الكتاب الذي نشره في عام 1974 بعنوان العمل استحسانًا كبيرًا، حيث يروي (كما يشير عنوانه الفرعي) حديث الناس عما يفعلونه طوال اليوم وعن مدى شعورهم بذلك الذي يفعلونه. تم تحويل كتاب العمل في عام 1978 إلى عرض برودواي الذي لم يدوم إلا قليلاً، وتم بثه على دائرة البث الإذاعي العام في عام 1982. وفي عام 1997 تم انتخاب تيركل عضوًا في الأكاديمية الأمريكية للفنون والآداب. وبعد مرور عامين حصل تيركل على جائزة جورج بولك المهنية في عام 1999.

## أواخر حياته
في عام 2004, تسلَّم تيركل جائزة إيليا باريش لوفجوي، كما حصل على دكتوراه في القانون من كلية كولبي. وفي أغسطس عام 2005 خضع تيركل لعملية قلب مفتوح ناجحة. وقد كان من أكبر الأشخاص الذين اجتازوا هذا النوع من العمليات الجراحية حيث كان عمره حينئذٍ ثلاثة وتسعين عامًا، وأعلن الأطباء أن شفاءه يُعد أمرًا استثنائيًا بالنسبة لشخصٍ في هذا السن المتقدِّم. ظل تيركل يُدخن سيجارتَين يوميًا حتى عام 2004.
وفي 22 مايو عام 2006، رفع تيركل وغيره من المدَّعين الذين كان من بينهم كوينتين يونج (Quentin Young) قضيةً في المحكمة الجزئية الفيدرالية ضد إي تي أند تي، لمنع الشركات التي توفر خدمات الاتصال عن بعدٍ من تقديم سجلات هواتف العملاء لـوكالة الأمن القومي دون أمرٍ من المحكمة.
| ستادز تيركل | Having been blacklisted from working in television during the جوزيف مكارثي era, I know the harm of government using private corporations to intrude into the lives of innocent Americans. When government uses the telephone companies to create massive databases of all our phone calls it has gone too far. | ستادز تيركل |

ردَّ القاضي الذي يُدعى ماثيو كينيلي (Matthew F. Kennelly) هذه القضية في 26 يوليو عام 2006، حيث استشهد بـ«امتياز أسرار الدولة» الذي وُضع لحماية الأمن القومي من المساس به عن طريق رفع أي قضية.
وفي عام 2006, مُنح تيركل للمرة الأولى جائزة إنجاز العمر لـجائزة دايتون الأدبية للسلام.
أكمل تيركل مذكراتٍ شخصيةً جديدةً بعنوان وضع خطر نُشرت في خريف عام 2007.
وصف تيركل نفسه بأنه لاأدري، حيث صرَّح على سبيل السخرية أن هذا اللفظ يعني «ملحد جبان» أثناء حواره مع كريستا تيبيت (Krista Tippett) في عام 2004 في برنامج الحديث عن العقيدة الذي يذاع في وسائل الإعلام الأمريكية العامة. كما ادعى الناقد السينمائي الأمريكي روجر إيبرت أن تيركل كان ملحدا.
تناول تيركل في أحد حوارته الأخيرة الذي تم إذاعته على قناة سميثسونيان الفيلم الوثائقي روح الشعب، حيث تحدَّث عن انضمامه إلى إدارة تقدم الأشغال.
وقال في آخر ظهورٍ له على الشاشة في عام 2007 أنه «لا يزال على اتصال بجمهوره—ولكنه مستعدًا للرحيل». أجرى تيركل أحد حواراته الأخيرة في برنامج Hardtalk أشهر برنامج على قناة بي بي سي في 4 فبراير عام 2008. وتحدَّث تيركل في أكتوبر عام 2008 عن انتخاب باراك أوباما رئيسًا للولايات المتحدة قريبًا، وقدَّم له بعض النصائح.
توفي تيركل في موطنه شيكاغو في يوم الجمعة الموافق 31 أكتوبر عام 2008 عن عمرٍ يناهز السادسة والتسعين، حيث ظل يعاني من ألمٍ شديدٍ منذ أن سقط في منزله في بداية هذا الشهر.
تبرَّع كلٌ من تيركل ومحطة إف إم الإذاعية التي تَبث برنامجه الطويل في عام 1998 لمتحف التاريخ بشيكاغو بحوالي 7,000 شريط مُسجل عليه حوارات تيركل وبرامجه الإذاعية. وفي عام 2010, أعلن كلٌ من المتحف ومكتبة الكونجرس الأمريكي عن تعاونهما المشترك لسنواتٍ عدةٍ للاحتفاظ رقميًا بهذه التسجيلات وتوفيرها في كلتي المؤسستَين، حيث وصفتها المكتبة بالآتي، "التاريخ الغني المميَّز لأفكار وآراء عامة الشعب وذوي النفوذ الذين عاصروا النصف الثاني من القرن العشرين." "وصرَّح مدير المتحف بالآتي، "بالنسبة لستادز، ليس هناك صوتًا لا ينبغي سماعه، ولا قصةً لا يُمكن روايتها،". "فهو يرى أن للجميع الحق في أن يتم الاستماع إليهم وأن كل شخص لديه شيء مهم يقوله. حيث أن مهمته أن يستمع لقصصهم ويؤرخها ويتأكد أنها ستظل محفورةً في ذاكرة الجميع على مر الزمان."

## أعمال مختارة
- عمالقة موسيقى الجاز (1957). ISBN 1-56584-769-5
- شارع التقسيم: أمريكا (1967) ISBN 0-394-42267-8
- الفترات التاريخية العصيبة: التاريخ الشفاهي لفترة الكساد الكبير (1970) ISBN 0-394-42774-2
- العمل: يتحدث الناس عما يفعلونه طوال اليوم وعن مدى شعورهم بذلك الذي يفعلونه (1974). ISBN 0-394-47884-3
- أُناجي نفسي: ذكريات الفترة التي عاصرتُها (1977) ISBN 0-394-41102-1
- أحلام أمريكية: فُقد وعُثر عليه (1983)
- الحرب الجيدة (1984) ISBN 0-394-53103-5
- شيكاغو (1986) ISBN 5-551-54568-7
- الفجوة الكبرى: الخواطر الثانية عن الحلم الأمريكي (1988) ISBN 0-394-57053-7
- العِرق: ما هو شعور السود والبيض تجاه الاستبداد الأمريكي (1992). ISBN 978-1-56584-000-3
- بلوغ سن الرشد: قصة قَرننا بلسان من يعيشون فيه منذ فترة من الزمن (1995) ISBN 1-56584-284-7
- قرني الأمريكي (1997) ISBN 1-59558-177-4
- المُشاهد: الحديث عن الأفلام والمسرحيات مع مؤلفيها (1999) ISBN 1-56584-633-8
- هل ستتواصل الدائرة دون انقطاع: تأملات في الموت والبعث ولذَّة الإيمان (2001) ISBN 0-641-75937-1
- فقدان آخر أمل: الثبات على الإيمان في الأوقات الصعبة (2003) ISBN 1-56584-837-3
- وغنَّى الجميع: مغامرات فارس اسطوانات متعدد المواهب (2005) ISBN 1-59558-003-4
- وضع خطر (2007) ISBN 1-59558-043-3
- إضافة المزيد من الأفكار منذ بداية عمر الإنصات (2008) ISBN 1-59558-423-4

## وصلات خارجية
- ستادز تيركل على موقع IMDb (الإنجليزية)
- ستادز تيركل على موقع الموسوعة البريطانية (الإنجليزية)
- ستادز تيركل على موقع مونزينجر (الألمانية)
- ستادز تيركل على موقع ميوزك برينز (الإنجليزية)
- ستادز تيركل على موقع قاعدة بيانات برودواي على الإنترنت (الإنجليزية)
- ستادز تيركل على موقع قاعدة بيانات برودواي على الإنترنت (الإنجليزية)
- ستادز تيركل على موقع إن إن دي بي (الإنجليزية)
- ستادز تيركل على موقع قاعدة بيانات الفيلم (الإنجليزية)